# 伯內什蒂鄉 (普拉霍瓦縣)

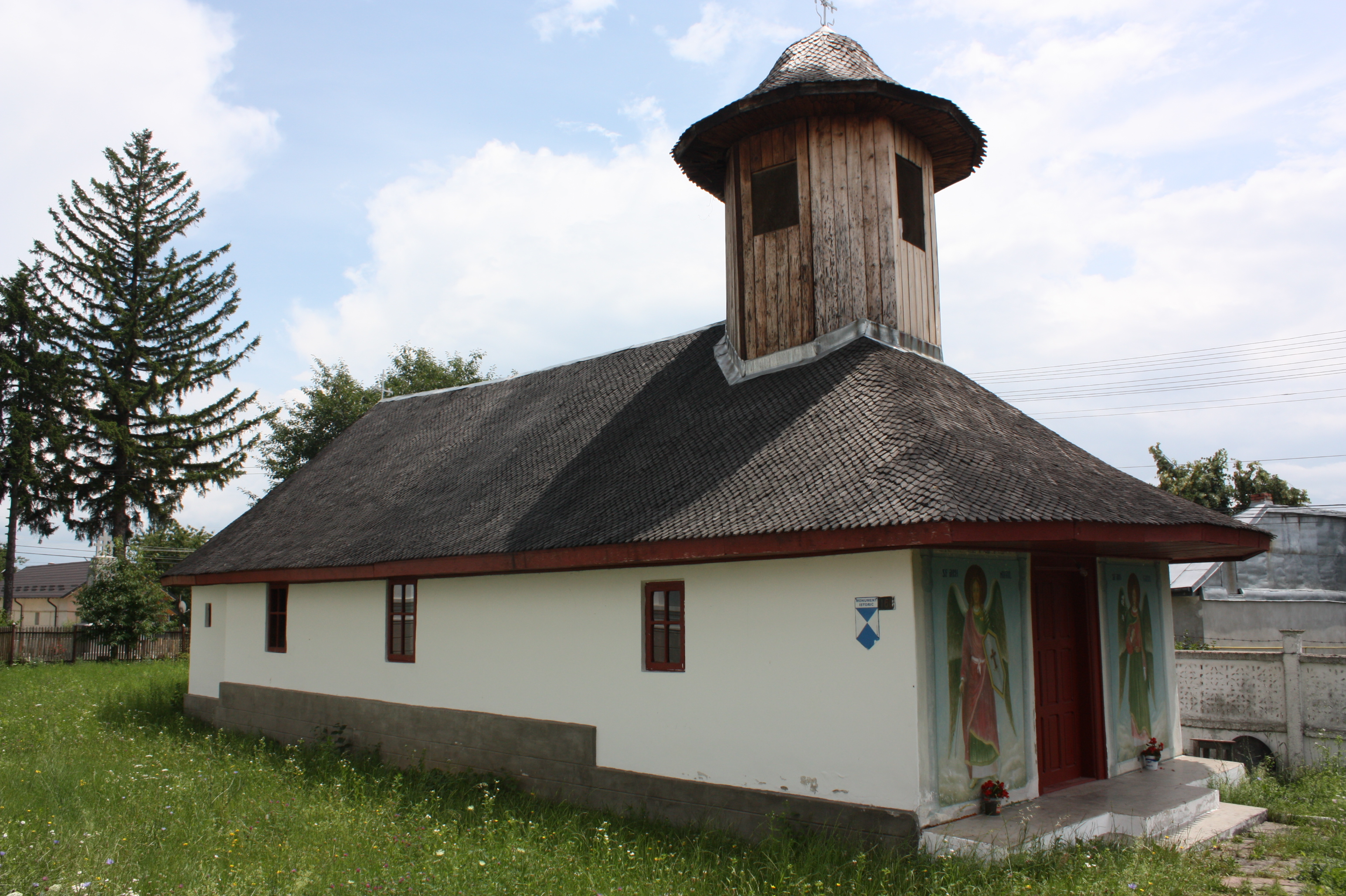

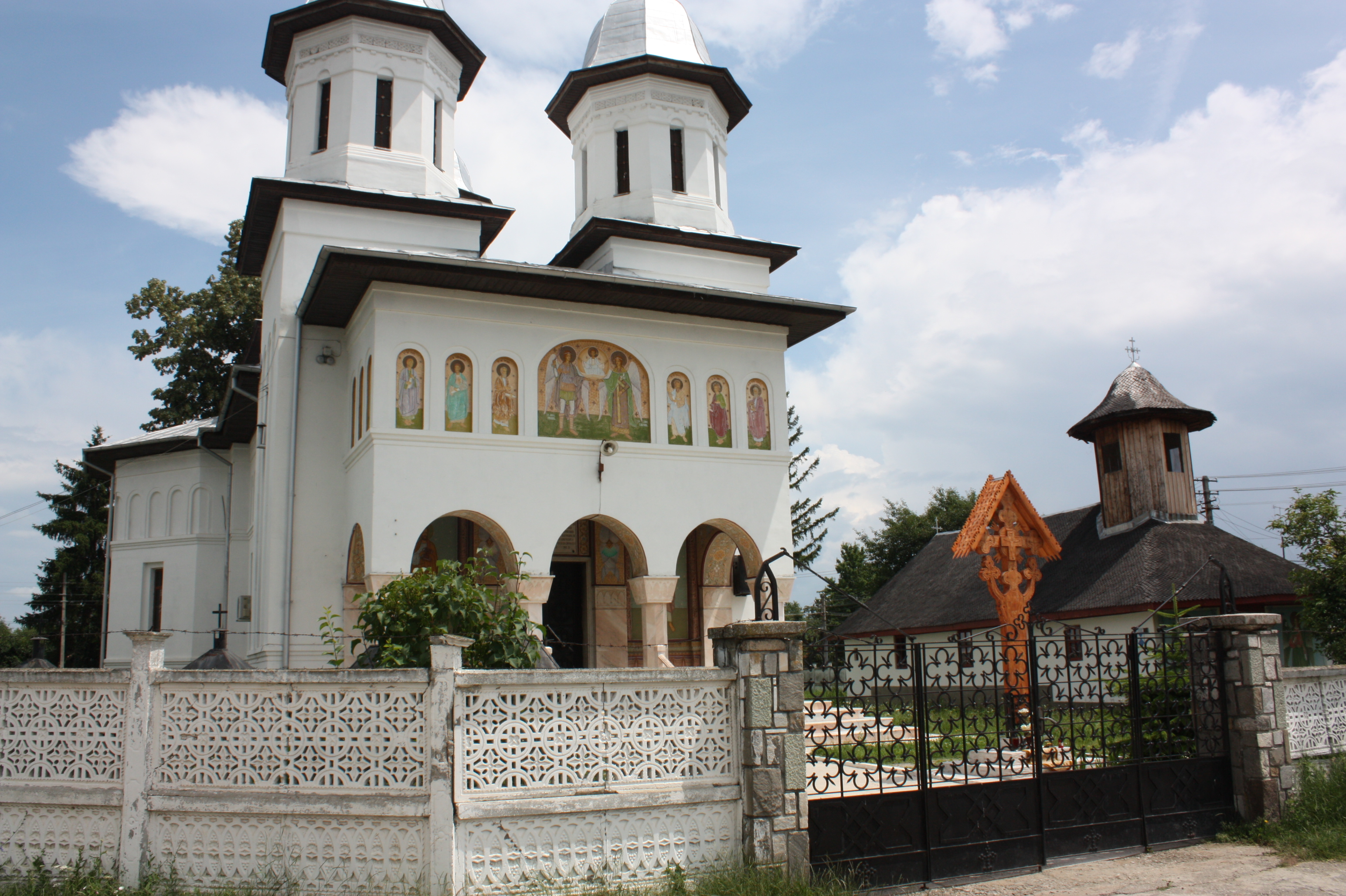

45°6′N 25°46′E / 45.100°N 25.767°E
伯內什蒂鄉（羅馬尼亞語：Comuna Bănești, Prahova），是羅馬尼亞的鄉份，位於該國中南部，由普拉霍瓦縣負責管轄，面積22平方公里，海拔高度389米，2007年人口5,604，人口密度每平方公里260人。